# Montferrand
Montferrand – miejscowość i gmina we Francji, w regionie Oksytania, w departamencie Aude.
Według danych na rok 1990 gminę zamieszkiwało 356 osób, a gęstość zaludnienia wynosiła 20 osób/km² (wśród 1545 gmin Langwedocji-Roussillon Montferrand plasuje się na 591. miejscu pod względem liczby ludności, natomiast pod względem powierzchni na miejscu 438.).

## Zabytki
Zabytki w miejscowości posiadające status Monument historique:
- Kanał Południowy (Canal du Midi) – Bassin de Naurouze, bief de partage des eaux et obélisque
- kościół Saint-Pierre (Église Saint-Pierre)
- wykopaliska archeologiczne (vestiges archéologiques)